# Youth Day (Südafrika)
Youth Day (früher: Soweto Day, deutsch: „Jugendtag“) ist ein südafrikanischer Nationalfeiertag, der jährlich am 16. Juni begangen wird. Der Feiertag wurde 1994 im Gedenken an den Beginn des Schüleraufstands in Soweto vom 16. Juni 1976 eingeführt.

## Hintergrund
Nachdem bereits in den 1950er Jahren der Bantu Education Act die Bildungsmöglichkeiten für Schwarze stark eingeschränkt hatte, führten Pläne der Apartheidsregierung, Afrikaans als Unterrichtssprache einzuführen, zu den Protesten. Viele der schwarzen Schüler beherrschten die Sprache nicht und sahen sich ihrer Bildungsmöglichkeiten beraubt. Da das System der Bantu Education bereits überfüllte Klassenzimmer und schlecht ausgebildete Lehrer zur Folge hatte, wurde die angekündigte Veränderung bei der Unterrichtssprache zum Auslöser der Proteste.
Am 16. Juni 1976 versammelten sich über 20.000 Schüler in Soweto, um gegen die Maßnahmen zu demonstrieren. Die Polizei schlug die Demonstration blutig nieder. Bei den Auseinandersetzungen, die erst ein halbes Jahr später beendet werden konnten, starben über 700 Menschen.